# La lunga estate calda
La lunga estate calda (The Long, Hot Summer) è un film del 1958 diretto da Martin Ritt, adattato da tre racconti di William Faulkner.

## Trama
In una cittadina del Mississippi, nel profondo Sud degli Stati Uniti, arriva Ben Quick, un vagabondo con la fama di piromane. Signore incontrastato della cittadina, nonché proprietario di quasi tutte le attività commerciali, è Will Varner, affarista borioso e padre tirannico e oppressivo di due figli, Jody e Clara. Jody, sposato con la bella e fatua Eula, è un giovane di bella presenza, benvoluto da tutti, ma profondamente disprezzato dal padre perché non ha la sua stessa indole. Clara, ancora nubile, è una ragazza tormentata: non ha ancora trovato l'amore vero e lo cerca, ma è pressata dal padre che vuole per lei un rapido matrimonio e dei nipoti, per perpetuare la casata dei Varner.
Il forestiero Ben va a lavorare presso Willy Varner e, conquistandosi la stima e la simpatia del padrone, fa carriera: prima affitta un terreno a mezzadria, poi riesce a vendere una partita di cavalli selvaggi con grande abilità, e infine viene impiegato presso lo spaccio del paese, al pari di Jody. Questi, già frustrato dalla disistima paterna, soffre moltissimo la concorrenza di Ben. Clara invece ha un atteggiamento più ambivalente: è attratta dal bel forestiero e dalle sue doti, ma non sopporta i suoi modi spicci e soprattutto il fatto che il padre stia pensando di imporglielo come marito. Will infatti ha in mente di fare di Ben il suo vero erede, materiale e spirituale. Ben è sinceramente attratto da Clara. E quando Will decide di promuoverlo ancora, regalandogli un terreno con una villa in rovina e invitandolo addirittura a vivere nella magione Varner, inizia a pressarla. Ma lei rivendica la sua autonomia.
Messa all'angolo, Clara si decide a stanare Alan Stewart, un bel giovane ricco che vive con la madre, e con il quale la ragazza intrattiene da anni una relazione d'amicizia, mai sfociata in una storia d'amore. Alan le piace e potrebbe essere la via d'uscita dalla sua situazione; un buon compromesso tra le sue aspirazioni e le richieste del padre. Ma Alan lascia intendere di essere omosessuale e dunque Clara si ritrova senza alternative. Will parla con la figlia, per la prima volta, a cuore aperto. Le confessa il grande amore per la moglie morta prematuramente, fa capire che la sua relazione con Minnie serve a riempire un autentico vuoto, e si riconcilia con la figlia. Ma poco dopo, appreso che lei non si è ancora fidanzata, torna il Will di sempre, irascibile e oppressivo. Intanto, Jody, esasperato dalla gelosia per Ben e dalla crescente disistima della giovane moglie Eula, affronta armato il rivale. Ben lo abbindola con la storia di un tesoro nascosto nel giardino della vecchia villa, donatagli da Will, e si salva. Fuori di sé, Jody ha l'occasione per vendicarsi sia di Ben che del padre: chiude quest'ultimo in una stalla a cui appicca il fuoco. Ma le grida del padre lo fanno ravvedere: il giovane apre il portone e lo salva.
Will, turbato per l'odio del figlio, ma anche rinfrancato dalla sua redenzione, lo perdona. L'incendio fa credere agli uomini della cittadina che Ben il piromane sia tornato in azione, e un gruppo di sgherri vanno da lui al negozio con l'intenzione di linciarlo, ma per sua fortuna Clara passa in macchina e lo salva. Lui si apre: confessa che il vero piromane era suo padre, racconta dei suoi traumi infantili legati proprio agli incendi appiccati dal padre e delle successive ferite legate al pregiudizio delle varie comunità in cui si fermava, che lo bollavano come piromane, e Clara capisce che dietro quella maschera strafottente c'è un uomo sensibile. Ma Ben vuol partire. Non vuole che Clara sia costretta dal padre a sposarlo e lo dice al vecchio Will, che la prende male. Ma la mossa era quello che Clara aspettava, per poter finalmente dire un sì libero e convinto.

## Produzione
La pellicola segnò l'incontro sul set fra i due protagonisti, Paul Newman e Joanne Woodward, i quali si sposarono l'anno successivo formando una delle più celebri e amate coppie hollywoodiane.

## Distribuzione
Presentato in concorso all'11º Festival di Cannes, valse al suo protagonista, Paul Newman, il premio per la miglior interpretazione maschile.

## Riconoscimenti
Nel 1958 il National Board of Review of Motion Pictures l'ha inserito nella lista dei migliori dieci film dell'anno.